# Fonte Aleixo
Fonte Aleixo (crioll capverdià Fonti Aléxu) és una vila al sud de l'illa de Fogo a l'arxipèlag de Cap Verd. Està situada 16 kilòmetres al sud-est de São Filipe.